# Google TV

Logotypen för Google TV.

Google TV är en Set-top-box och tjänst från Google baserad på Google Android.
Sony tillverkade tv-apparater med Google TV, med hjälp av Google TV kunde man söka efter videoklipp, som var upplagda på nätet, och komma åt eget material, som fanns på datorer i hushållet och andra enheter. Sedan tidigare var det möjligt att använda Google-tjänsterna Youtube och Picasa i tv-apparaterna.
I juni 2014 ersattes Google TV av Android TV, en nyare enhet som har mer koppling till Android. Google TV lades senare ner.

## Nya Google TV
2020 lanserande Google ett nytt gränssnitt för Android TV men namnet Google TV.  Google TV erbjuder nya enklare användarinteraktion, sökning i olika appar samtidigt . 

## Funktioner
- Webbläsaren Google Chrome fanns installerat på Google TV.
- Smartphones från Apple och telefoner som använde sig av Android kunde man använda som fjärrkontroll. [5]
- Det var möjligt att använda sig av Android Market.[6]